# Szénás
Szénás (1886-ig Szenicz, szlovákul: Senica) Besztercebánya városrésze, egykor önálló község Szlovákiában, a Besztercebányai kerületben.

## Fekvése
A városközponttól 4 km-re keletre, a Garam jobb oldalán fekszik.

## Története
A 18. század végén Vályi András így ír róla: „SZENITZE. Tót falu Zólyom Várm. földes Ura Radvánszky Uraság, lakosai külömbfélék, fekszik Szeleczhez nem meszsze, mellynek filiája; határja jó, fája, legelője elég van.”
Fényes Elek 1851-ben kiadott geográfiai szótárában így ír a településről: „Szenicze, tót falu, Zólyom vmegyében, partoldalon, a szeleczi patak mellett, ut. p. Beszterczebánya. Van 141 evang., 41 kath. lak., 6 egész urb telke. Majorság nincs. Földje homokos és jó mivelés mellett mindent megterem. Birja Radvánszky Antal.”
1910-ben 256, túlnyomórészt szlovák lakosa volt. 1920 előtt Zólyom vármegye Besztercebányai járásához tartozott.

## Külső hivatkozások
- Szénás a térképen

## Lásd még
- Besztercebánya
- Foncsorda
- Garamkirályfalva
- Garamsálfalva
- Keremcse
- Kisélesd
- Majorfalva
- Olmányfalva
- Pallós
- Radvány
- Rakolc
- Rudló
- Szakbény
- Szentjakabfalva
- Zólyomszászfalu